# Pseudomops femoralis
Pseudomops femoralis är en kackerlacksart som först beskrevs av Walker, F. 1868.  Pseudomops femoralis ingår i släktet Pseudomops och familjen småkackerlackor. Inga underarter finns listade i Catalogue of Life.